# Amurbuskskvätta
Amurbuskskvätta (Saxicola maurus stejnegeri) är en östasiatisk fågel i familjen flugsnappare med omdiskuterad status, och som numera behandlas som underart till vitgumpad buskskvätta. Den är en sällsynt gäst i Europa, med bland annat fyra fynd i Sverige.

## Kännetecken

### Utseende
Amurbuskskvätta är en 14 cm lång fågel, mycket lik övriga underarter av vitgumpad buskskvätta men även svarthakad buskskvätta. Hane i häckningsdräkt är en praktfull fågel med svart huvud, svartaktig ovansida, stor vit fläck på sidan av halsen och vit vingfläck. Den är även vit på övergump och övre stjärttäckare men rostorange bröst. Honan är rätt karaktärslös, med mörkstreckat sandbrun hjässa och ovansida samt beige undersida med ljusare strupe och undergump men mer rostfärgat bröst. Den vita vingfläcken är mindre än hanens och övergumpen är vitaktig eller beige, tydligt kontrasterande mot den mörka stjärten.
Utanför häckningstid liknar hanen honan men på huvudsida och strupe syns svarta fjäderbaser, medan haka och tygel kan vara helt svarta. Hona utanför häckningstid är mer rostbeige på övergump och övre stjärttäckare.

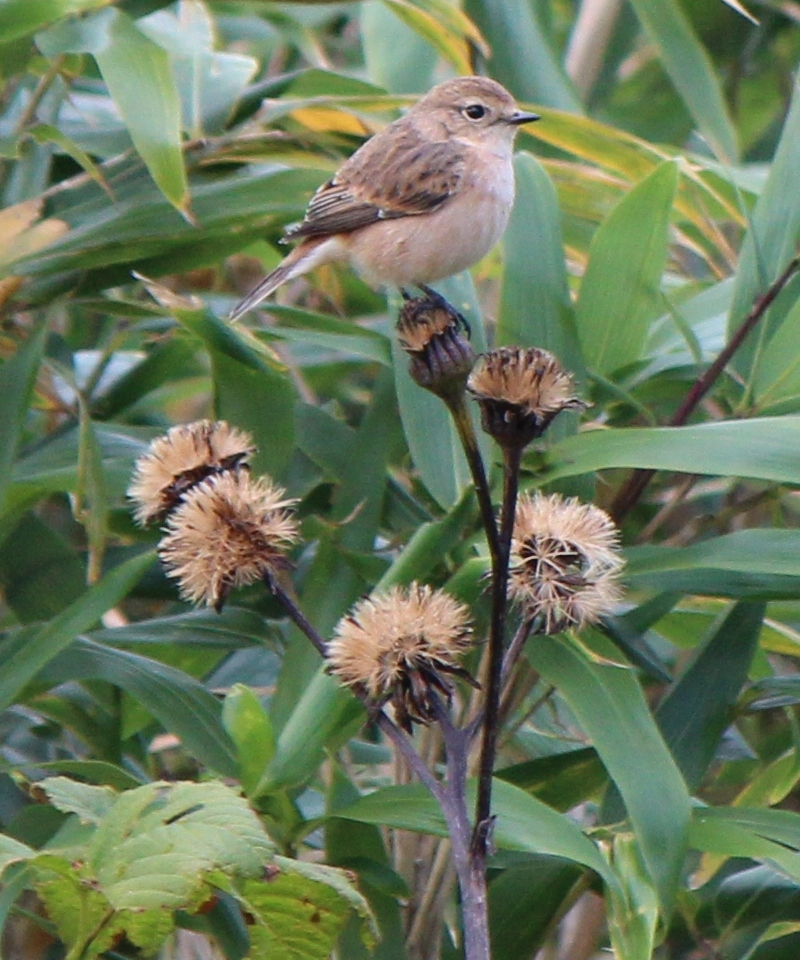
Hona amurbuskskvätta i Japan.

Jämfört med övriga underarter av vitgumpad buskskvätta är amurbuskskvättan mycket lik, men skiljer sig i några små avseenden. Den har något kraftigare näbb och längre stjärt. Hanen har mer rostfärgad undersida och övergump samt svartare ovansida. I höstdräkt är hanen i genomsnitt mörkare och mer rosttonad. Studier av flyttande fåglar i kinesiska Beidahe visar att en fjärdedel har svartstreckade övre stjärttäckare, en karaktär som aldrig setts hos vitgumpad buskskvätta. 

### Läten
Amurbuskskvätta avger samma typ av varningsläten som både svarthakad och vitgumpad buskskvätta, det vill säga ett "vist" och ett "track". Sången är även den lik, en kort och ljusröstad, kvittrande och entonig strof påminnande om berglärka och järnsparv. Studier visar dock att sången hos amurbuskskvättan är mest avvikande av de tre, med färre drillar och därför mer melodisk samt kortast, mörkast och mest entonig.

## Utbredning och systematik
Amurbuskskvätta förekommer från östra Sibirien och östra Mongoliet till Korea och Japan. Vintertid flyttar den till Sydostasien. Den är en mycket sällsynt gäst i Europa. I Sverige förelåg tidigare tre säkra fynd i Sverige, alla på 2000-talet och bestämda efter DNA-studier: en död ung hane funnen 2 oktober 2008 på Landsort i Södermanland, en hona eller ungfågel vid Ottenby, Öland 9–11/10 2015 samt en ringmärkt hona i skånska Falsterbo 20 september 2016. En omgranskning av fynd rörande "östliga svarthakade buskskvättor", alltså vitgumpad buskskvätta eller amurbuskskvätta, av BirdLife Sveriges Raritetskommitté godkände även ett fynd av en ung hona i lappländska Malå 30 oktober 2015. Dörefter har ytterligare fem fynd gjorts.

### Artstatus
Amurbuskskvättan kategorisades länge som underart till vitgumpad buskskvätta (S. maurus), men urskildes 2019 som egen art av BirdLife Sveriges taxonomikommitté, främst baserat på genetiska undersökningar som visar att den endast är avlägset släkt, faktiskt systerart till alla buskskvättearter i Palearktis. Sedan juni 2025 slås den dock ihop igen med vitgumpad busksvätta i den nya gemensamma värlslistan AviList, varvid BirdLife Sverige gör detsamma. Som motivering noteras att fler studier krävs, framför allt vad gäller två underarter hos vitgumpad buskskvätta, przewalskii och indicus. BirdLife International behandlar den liksom vitgumpad buskskvätta, svarthakad buskskvätta och afrikansk buskskvätta som en enda art, Saxicola torquata.

### Familjetillhörighet
Buskskvättorna ansågs fram tills nyligen liksom bland andra stenskvättor, stentrastar, rödstjärtar vara små trastar. DNA-studier visar dock att de är marklevande flugsnappare (Muscicapidae) och förs därför numera till den familjen.

## Levnadssätt

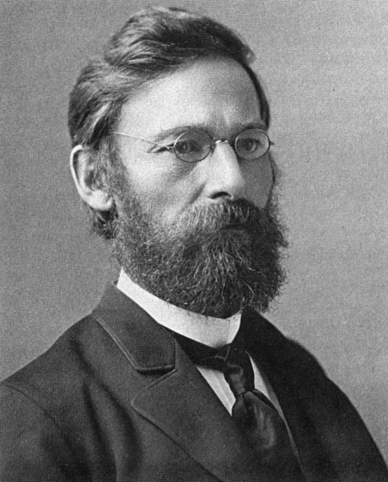
Fågeln har fått sitt vetenskapliga namn efter ornitologen Leonhard Stejneger.

Amurbuskskvätta häckar på fuktiga ängar med rikligt med gräs och höga örter, i buskrika våtmarker samt i torra tallskogar i bergssluttningar upp till 3 000 meters höjd, lokalt 4 000. Övervintrande fåglar på Malackahalvön hittas i betesfält, risfält och låglänta våtmarker. Studier visar på inga större skillnader i häckningsbiologi annat än att amurbuskskvättan häckar något tätare och har mindre revir.

## Status
IUCN erkänner den inte som art, varför den inte placeras i någon hotkategori. 

## Namn
Fågelns vetenskapliga underartsepitet hedrar Leonhard Hess Stejneger (1851–1943), norsk zoolog bosatt i USA 1881–1943 och kurator för Smithsonian Institution 1884–1943. Tidigare kallades den Stejnegers buskskvätta.